# Podział administracyjny Generalnego Gubernatorstwa 1939–1945

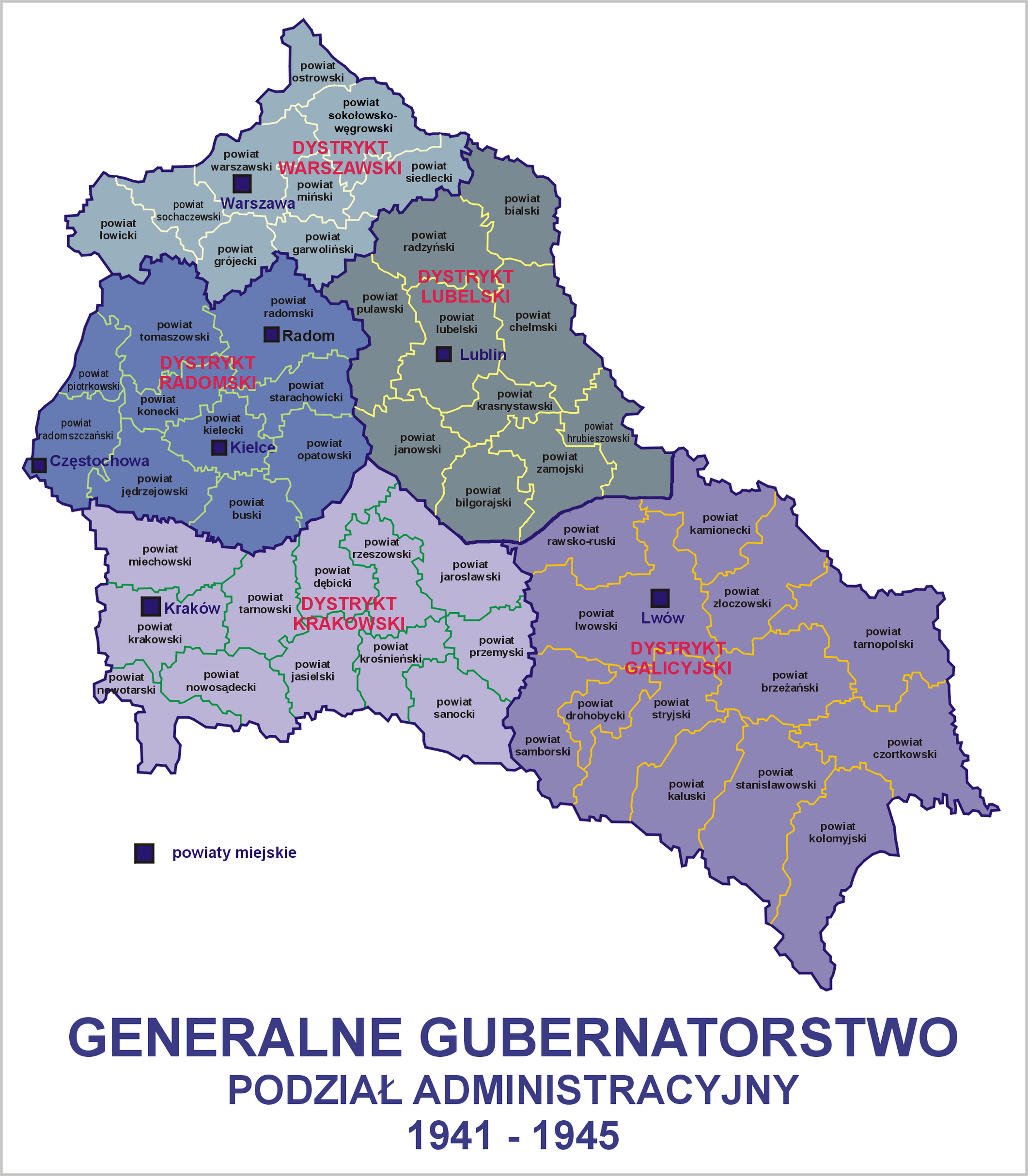
Podział administracyjny Generalnego Gubernatorstwa 1939–1945

Podział administracyjny Generalnego Gubernatorstwa w latach 1939–1945 – struktura organizacyjna, podział terytorialny oraz obsada personalna administracji Generalnego Gubernatorstwa w okresie okupacji Polski.

## Historia
Początkowo na zajętych przez Wehrmacht terenach Polski władzę sprawował Zarząd Wojskowy Wehrmachtu. W jego ramach działała administracja cywilna i Zarząd Cywilny. Szefem Zarządu Cywilnego mianowano Hansa Franka. Na przełomie października i listopada 1939 roku został utworzony Urząd Generalnego Gubernatora, który w grudniu 1940 roku został przekształcony w „rząd Generalnego Gubernatorstwa”. Frank po mianowaniu na funkcję Generalnego Gubernatora mianował grupę swoich współpracowników. Pierwsze wydane obwieszczenie o sprawach personalnych z dnia 31 października 1939 roku jako zaczątek rządu Generalnego Gubernatorstwa wymieniało siedem osób:
1. Josepha Buhlera jako szefa generalnego urzędu,
2. Friedricha Krugera jako szefa Policji GG,
3. Otto Wächtera jako gubernatora dystryktu krakowskiego,
4. Friedricha Schmidta jako gubernatora dystryktu lubelskiego,
5. Karla Lascha jako gubernatora dystryktu radomskiego,
6. Ludwiga Fischera jako gubernatora dystryktu warszawskiego,
7. Wilhelma Heubera jako pełnomocnika Generalnego Gubernatora dla okupowanych polskich obszarów z siedzibą w Berlinie.

## Organizacja rządu GG
W skład rządu oprócz organów centralnych wchodziły ministerstwa – resortowe wydziały główne (przed grudniem 1940 zwane „wydziałami”) w liczbie 12:
- Wydział Główny:
  - I Spraw Wewnętrznych (niem. Hauptabteilung Innere Verwaltung)
  - II Skarbu (niem. Hauptabteilung Finanzen)
  - III Sprawiedliwości (niem. Hauptabteilung Justiz)
  - IV Gospodarki (niem. Hauptabteilung Wirtschaft)
  - V Wyżywienia (niem. Hauptabteilung Ernährung und Landwirtschaft)
  - VI Lasów (niem. Hauptabteilung Forsten)
  - VII Pracy (niem. Hauptabteilung Arbeit)
  - VIII Propagandy (niem. Hauptabteilung Propaganda)
  - IX Nauki i Oświaty (niem. Hauptabteilung Wissenshaft und Unterricht)
  - X Budownictwa (niem. Hauptabteilung Bauwesen)
  - XI Kolei (niem. Hauptabteilung Eisenbahn)
  - XII Poczty (niem. Hauptabteilung Post)

### Skład rządu Generalnego Gubernatorstwa
- Generalny Gubernator: Hans Frank
- sekretarz stanu:

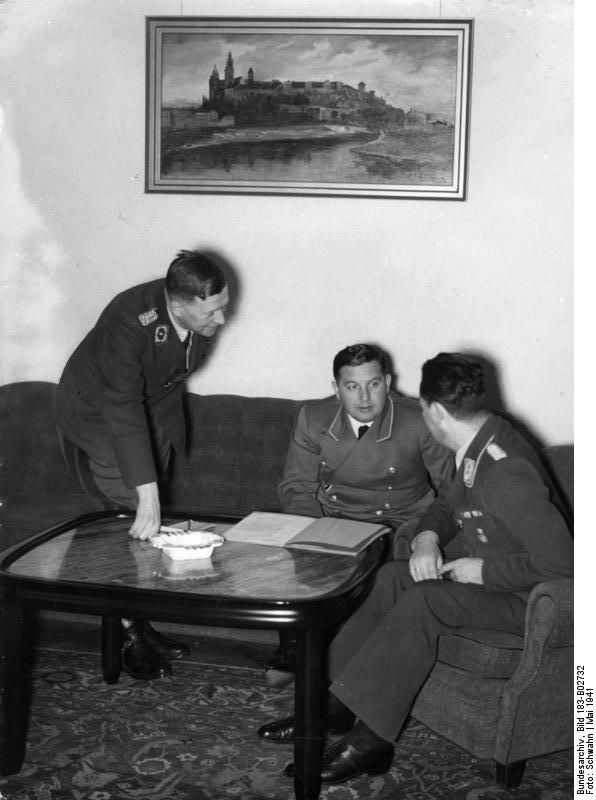
Współpracownicy Hansa Franka: Sekretarz stanu Josef Bühler oraz Kurd Eissfeldt, z prawej podsekretarz stanu Ernst Kundt

  - październik 1939 – maj 1940 Arthur Seyss-Inquart
  - maj 1940 – 1945 Josef Bühler (sekretarz stanu – premier rządu Generalnego Gubernatorstwa)
  - Ernst Boepple (II sekretarz stanu)
- kancelaria Generalnego Gubernatora:
  - listopad 1939 – luty 1943 Franz Keith
  - luty 1943 – 1945 Maximilian Meidinger
- pełnomocnik Generalnego Gubernatora w Berlinie:
  - Wilhelm Heuber
- sekretariat stanu ds. bezpieczeństwa (Staatssekretariat für das Sicherheitswesen)
  - październik 1939 – listopad 1943 Friedrich Wilhelm Krüger
  - listopad 1943 – 1945 Wilhelm Koppe
- Główny Wydział Budownictwa:
  - luty 1940 – 1945 Theodor Bauder
- Główny Wydział Finansów:
  - marzec 1940 – styczeń 1942 Alfred Spindler
  - styczeń 1942 – 1945 Hermann Senkowsky
- Główny Wydział Gospodarki:
  - Richard Zetsche
  - Walter Emmerich
- Główny Wydział Kolejnictwa:
  - listopad 1939 – luty 1940 Emil Beck
  - kwiecień 1941 – 1945 Adolf Gerteis
- Główny Wydział Leśnictwa:
  - październik 1939 – 1945 Kurd Eissfeldt
- Główny Wydział Nauki i Szkolnictwa:
  - Kajetan Mühlmann
  - Adolf Watzke
  - październik 1942 – 1945 Ludwig Eichholz
- Główny Wydział Poczty:
  - Richard Lauxmann
- Główny Wydział Pracy:
  - listopad 1939 – listopad 1942 Max Frauendorf
  - listopad 1942 – styczeń 1943 Alexander Rhetz
  - styczeń 1943 – 1945 Wilhelm Struve
- Główny Wydział Propagandy:
  - Max du Prel
- Główny Wydział Spraw Wewnętrznych:
  - październik 1939 – wrzesień 1940 Friedrich Siebert
  - wrzesień 1940 – listopad 1940 Ernst Kundt
  - listopad 1940 – styczeń 1942 Eberhard Westerkamp
  - luty 1942 – styczeń 1943 Ludwig Siebert
  - styczeń 1943 – październik 1943 Ludwig Losacker
  - listopad 1943 – 1945 Harry Georg von Crausshaar
- Główny Wydział Sprawiedliwości:
  - maj 1942 – 1945 Kurt Wille
- Główny Wydział Wyżywienia i Rolnictwa:
  - październik 1939 – grudzień 1942 Hellmut Körner
  - grudzień 1942 – 1945 Karl Naumann
- Główny Wydział Zdrowia:
  - maj 1940 – styczeń 1943 Jost Walbaum
  - styczeń 1943 – 1945 Heinrich Teitge

## Zarząd dystryktów GG

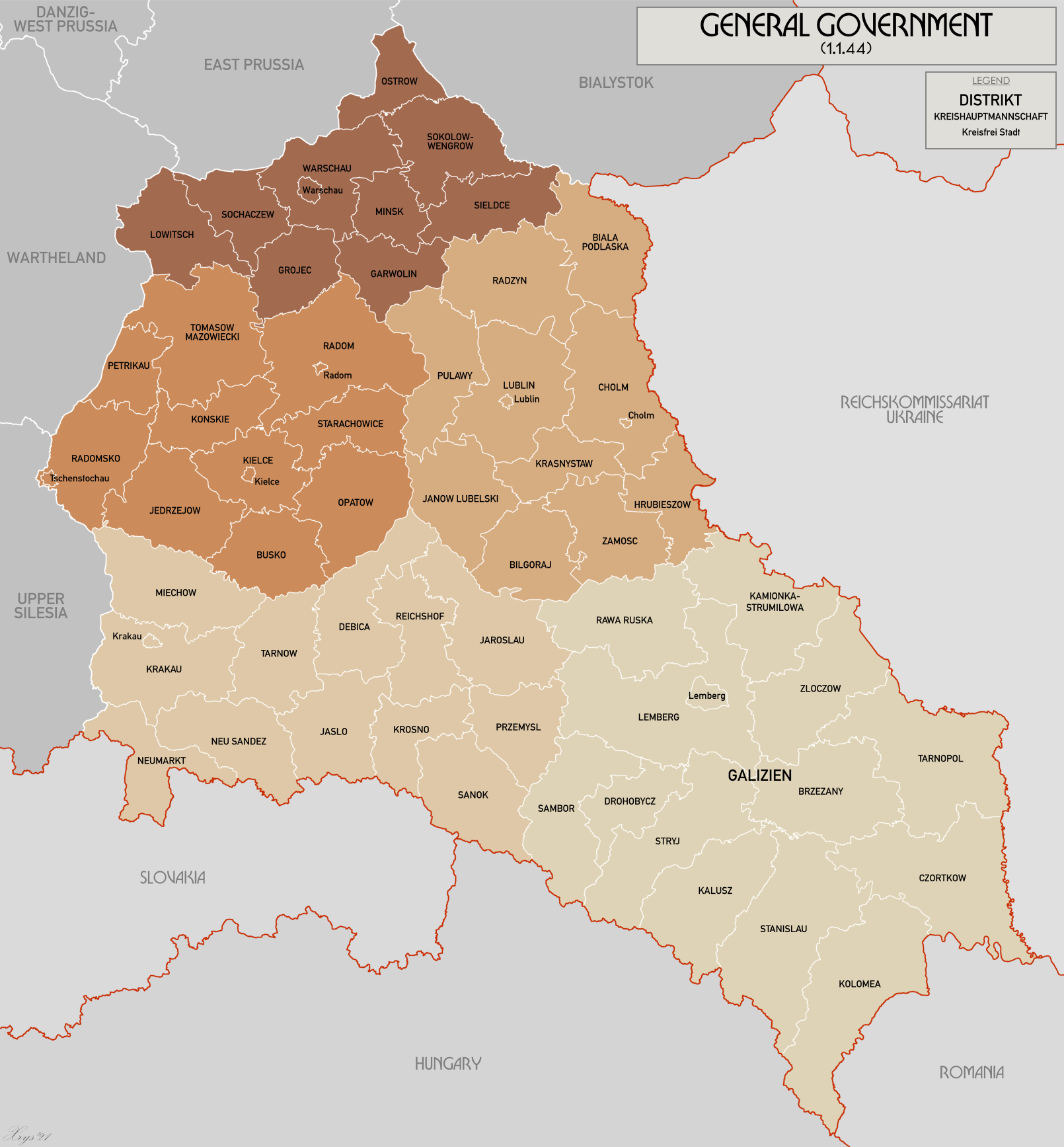
Mapa administracyjna Generalnego Gubernatorstwa po 1941 roku

Początkowo w Generalnym Gubernatorstwie utworzono w 1939 roku 4 dystrykty dystrykt Kraków, dystrykt Lublin, dystrykt Radom oraz dystrykt Warszawa. Po agresji na Związek Radziecki w 1941 roku kolejny piąty Dystrykt Galicja. Obsada personalna oraz struktura niemieckiej administracji GG wyglądała następująco:
- Dystrykt krakowski, Siedziba Kraków, Adolf-Hitler-Platz 27:
  - Gubernatorzy:
    - W okresie 26.10.1939 – 22 stycznia 1943 funkcję gubernatora dystryktu pełnił SS-Brigadeführer – Dr Otto Wächter[4],
    - SS-Brigadeführer Dr Richard Wendler: od 31 stycznia 1942 do 26 maja 1943
    - wicegubernator Ludwig Losacker: do 24 lutego 1943 do 10 października 1943
    - SS-Brigadeführer Dr Kurt Ludwig Burgsdorff: od 23 listopada 1943 do 18 stycznia 1945
- Dystrykt lubelski,
  - Gubernatorzy:
    - Friedrich Schmidt (1939 – marzec 1940)
    - Ernst Zörner (31 marca 1940 – 10 kwietnia 1943)
    - Richard Wendler (27 maja 1943 – lipiec 1944)
- Dystrykt radomski,
  - Gubernatorzy:
    - Karl Lasch: od 26 października 1939 do lipca 1941
    - mjr Ernst Kundt: od sierpnia 1941 do 16 stycznia 1945
- Dystrykt warszawski,
  - Gubernatorzy:
    - Ludwig Fischer (26 października 1939 – 17 stycznia 1945)
- Dystrykt Galicja (od 1 sierpnia 1941).
  - Gubernatorzy:
    - dr Karl Lasch – od 1 sierpnia 1941 do 6 stycznia 1942, aresztowany
    - SS-Gruppenführer Otto Wächter – od 1 lutego 1942 do lipca 1944[5]

## Administracja powiatów

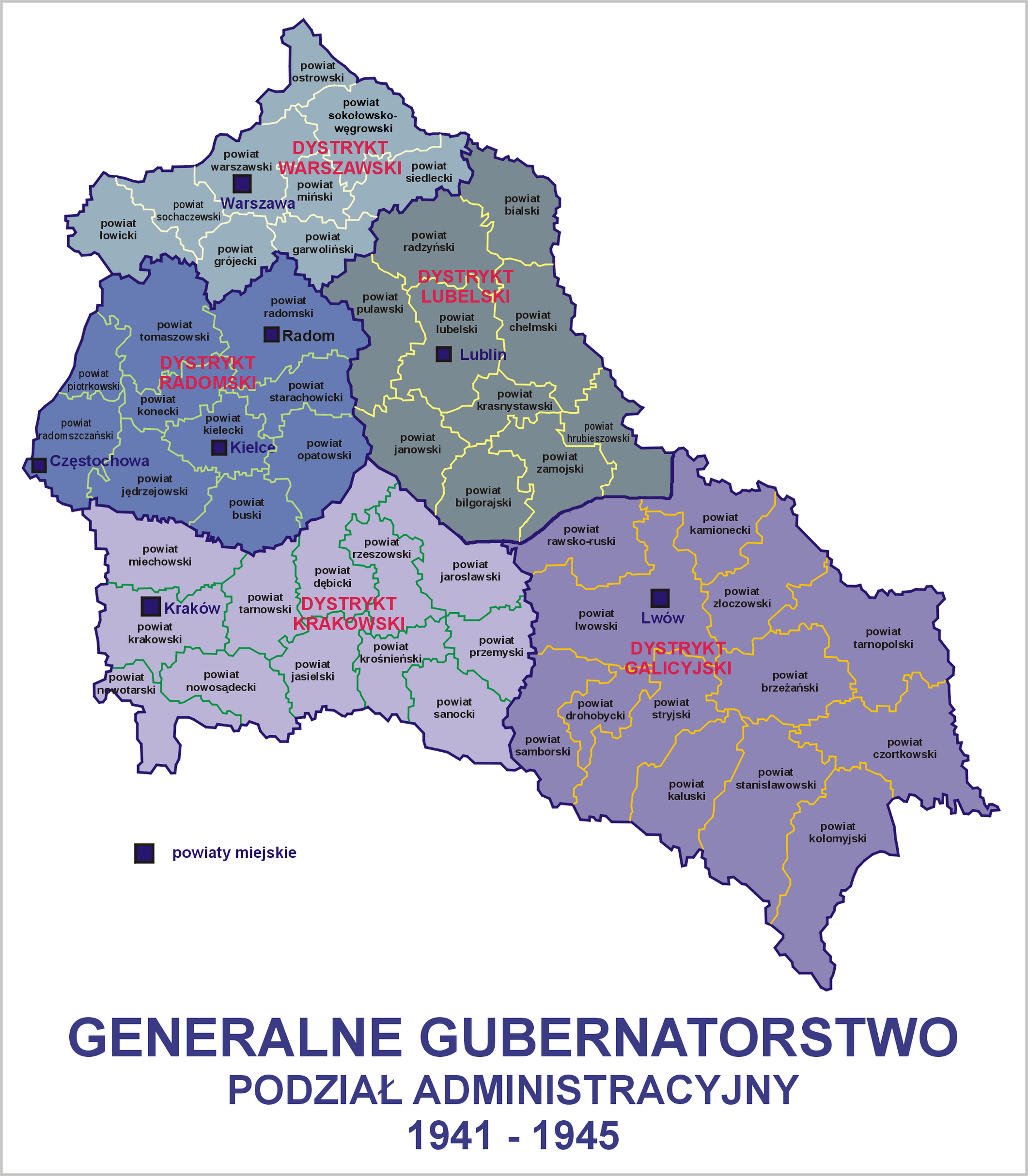
Powiaty na mapie Generalnego Gubernatorstwa

Każdy dystrykt podzielony był na powiaty (niem. Landkreise). Ich struktura oraz obsada personalna wyglądała następująco:
- Dystrykt krakowski (niem. Distrikt Krakau) składał się z 10 powiatów:
  - Powiat dębicki,
    - Alfons Oswald – 15 grudnia 1939 do 22 czerwca 1941
    - Ernst Schlüter – 23 października 1941 do 27 maja 1943
    - Hans-Walter Zinser – 1 listopada 1943 do 1944

  - Powiat jasielski,
    - Ludwig Losacker – wrzesień 1939 do 14 stycznia 1941
    - Otto Bauer – połowa stycznia 1941 do lutego 1941
    - Walter Gentz – 10 lutego 1941 do zakończenia okupacji

  - Powiat jarosławski,
    - Carl Hermann Rieger – od utworzenia do końca lutego 1940
    - Georg Eisenlohr – 18 marca 1940 do 9 lutego 1942
    - Werner Renz – od 1942 do 1943
    - Michael Andreas Zuzic – 4 marca 1943

  - Powiat krakowski (niem. Landkreise Krakau-Land (Sitz Krakau)),
    - Kraków miasto (niem. Krakau-Stadt)
      - Ernst Zörner – 29 sierpnia 1939 do 21 lutego 1940
      - Carl Schmid – 21 lutego 1940 do 31 marca 1941,
      - Rudolf Pavlu – 1 kwietnia 1941 do 30 kwietnia 1943,
      - Josef Krämer – 1 maja 1943 do styczeń 1945

    - Ziemia krakowska (niem. Krakau-Land)
      - Egon Höller – październik 1939 do 4 lutego 1942
      - Albert Schaar – 1 czerwca 1942 do 1944

  - Powiat miechowski
    - Eduard Boos – od początku do 13 grudnia 1939
    - Wilhelm Engler – 13 grudnia 1939 do 11 stycznia 1940
    - Hans-Walter Zinser – 11 stycznia 1940 do lipca 1941
    - Alfons Kalpers – 1 sierpnia 1941 do 1945

  - Powiat nowotarski[6]
  - Powiat przemyski
  - Powiat nowosądecki
  - Powiat rzeszowski (niem. Landkreis Reichshof)
  - Powiat sanocki (niem. Landkreis Sanok)
  - Powiat tarnowski[7]